# Villars-Colmars
Villars-Colmars település Franciaországban, Alpes-de-Haute-Provence megyében. Lakosainak száma 254 fő (2022. január 1.). Villars-Colmars Allos, Beauvezer, Colmars, Prads-Haute-Bléone és Thorame-Basse községekkel határos.

## Népesség
A település népessége az elmúlt években az alábbi módon változott:
| Lakosok száma | 107  | 141  | 203  | 228  | 253  | 256  | 246  | 249  | 250  | 254  |
|               | 1968 | 1982 | 1990 | 2006 | 2013 | 2015 | 2017 | 2019 | 2020 | 2022 |